# Mehdi Frashëri
Mehdi Frashëri (ur. 28 lutego 1872 r. w miejscowości Frashër, zm. 25 maja 1963 r. w Rzymie) – polityk albański, wywodzący się z wpływowego rodu Frashërich.
Mehdi był synem Ragipa Frashëriego i Aishe z d. Çaçi. Od 1896 r. wydawał w Stambule pismo Kalendari kombiar (Kalendarz narodowy), wokół którego skupiła się grupa albańskich polityków o orientacji narodowej. W późniejszym okresie Mehdi Frashëri zajmował rozmaite funkcje w administracji tureckiej, był m.in. generalnym gubernatorem Palestyny, zastępcą najwyższego komisarza w Egipcie. Po ogłoszeniu niepodległości Albanii jesienią 1912 r. współtworzył zręby państwowości kraju, uczestnicząc m.in. w międzynarodowej komisji kontrolnej ds. Albanii.
Okres I wojny światowej spędził na emigracji we Włoszech. Po powrocie do kraju zajmował rozmaite stanowiska ministerialne, reprezentował także Albanię na forum Ligi Narodów.
21 października 1935 Mehdi Frashëri został premierem rządu, popieranego przez króla Zogu I. W swoim exposé, przedstawionym w parlamencie, zobowiązał się do przeprowadzenia szeregu reform, mających uczynić z Albanii, także dzięki poprawie gospodarki, silne i nowoczesne państwo. Frashëri przyrzekł zadbać o rozszerzenie swobód obywatelskich, m.in. poprzez zniesienie cenzury. W swojej polityce opowiadał się za współpracą z Włochami, przede wszystkim gospodarczą, ale także polityczną. Gabinet ten jednak upadł 7 listopada 1936 r., wkrótce po rozpoczęciu reform.
Mehdi Frashëri został ponownie szefem rządu (stając na czele czteroosobowej Rady Regencyjnej) w październiku 1943 r., po wygranych wyborach, które oznaczały dla kraju także zmianę orientacji z prowłoskiej na proniemiecką. W okresie tym przywrócono zawieszoną w 1939 r. konstytucję z 1928 r., ponownie wprowadzono zlikwidowaną nazwę Królestwo Albanii oraz pozbawiono korony albańskiej włoskiego króla Wiktora Emanuela III. 5 listopada 1943 tekę premiera objął Rexhep Mitrovica.
Po objęciu władzy przez komunistów w 1944 r. Mehdi Frashëri został zmuszony do emigracji z kraju. Mieszkał w Wiedniu i w Kitzbühel, ostatnie lata życia spędził w Rzymie.
Był żonaty (żona Najre), miał czworo dzieci.